# Mariotte (1911)
Mariotte (Q74) – francuski eksperymentalny oceaniczny okręt podwodny z okresu I wojny światowej. Został zwodowany 2 lutego 1911 roku w stoczni Arsenal de Cherbourg, a do służby w Marine nationale wszedł 5 lutego 1913 roku. Początkowo operował na wodach kanału La Manche, a pod koniec 1914 roku został przeniesiony na Morze Śródziemne. Okręt został samozatopiony 26 lipca 1915 roku, po uszkodzeniu przez turecką artylerię w Dardanelach.

## Projekt i budowa

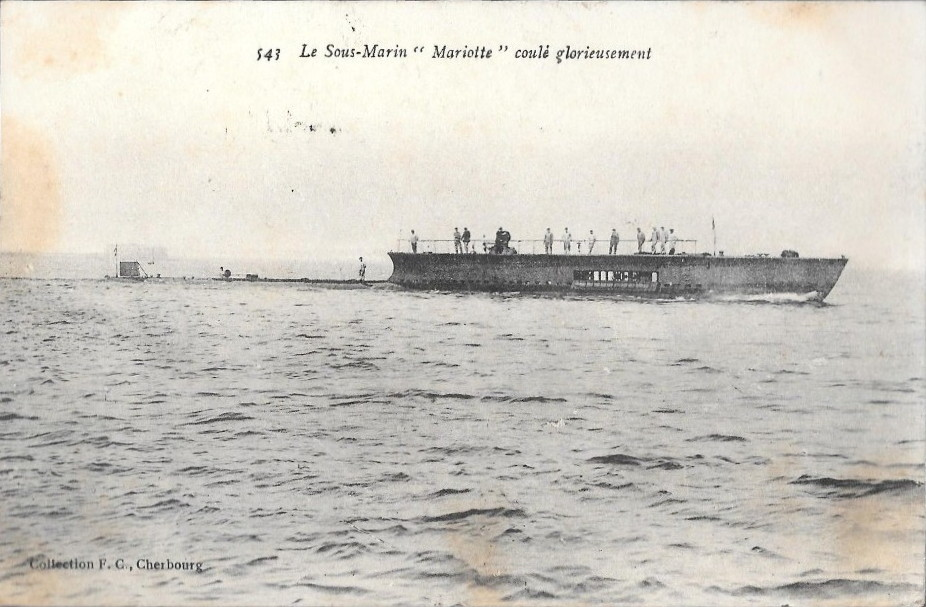
„Mariotte” podczas prób morskich

Na początku XX wieku w skład floty francuskiej wchodziło wiele okrętów podwodnych, jednak były to w większości jednostki o niewielkiej wyporności i słabym uzbrojeniu. 6 lutego 1906 roku Ministerstwo Marynarki Wojennej (fr. Ministère de la Marine) ogłosiło konkurs na projekt szybkiej jednostki zdolnej do operowania z zespołami pancerników, o wyporności ponad 530 ton i zasięgu podwodnym co najmniej 100 Mm. Do konkursu przystąpił m.in. inżynier I klasy Charles Radiguer, przedstawiając swój projekt ministrowi marynarki Gastonowi Thomsonowi w grudniu 1906 roku, i to jego koncepcja uzyskała akceptację.
Projekt jednostki bazował na konstrukcji typu Émeraude. Długi i cienki kadłub okrętu został zoptymalizowany pod kątem osiągania dużej prędkości zarówno w położeniu nawodnym, jak i pod wodą. W celu poprawy dzielności morskiej okręt miał podwyższoną część dziobową, co nadało jednostce nietypowy wygląd i przydomek „szczoteczka do zębów”.
„Mariotte” zamówiony został 31 grudnia 1906 roku w arsenale w Cherbourgu. Stępkę okrętu położono 30 marca 1908 roku , a zwodowany został 2 lutego 1911 roku. Okrętowi nadano nazwę na cześć wybitnego francuskiego fizyka i botanika z XVII wieku – Edme’a Mariotte’a .
W momencie wodowania na okręcie zamontowany był tylko prawoburtowy silnik elektryczny: brak było silników wysokoprężnych, a drugi silnik elektryczny zainstalowano między 3 maja a 21 czerwca 1911 roku. Pierwsze próby zanurzeniowe odbyły się w dniach 8–22 sierpnia, a na początku września, po zamontowaniu pełnego zestawu akumulatorów i balastu w miejscu niedostarczonych silników Diesla, odbyły się próby prędkości. Pod wodą okręt osiągnął prędkość 11 węzłów, stając się tym samym najszybszym francuskim okrętem podwodnym. 22 września dokonano pierwszych strzelań torpedowych, a 21 listopada okręt zanurzył się na głębokość 25 metrów. Silniki wysokoprężne zostały zamontowane na jednostce dopiero 28 lipca 1912 roku, a pełny zakres prób prędkości przeprowadzono od 23 listopada do 11 grudnia tego roku. 14 grudnia na redzie Cherbourga „Mariotte” przez 6 godzin poruszał się na powierzchni z prędkością maksymalną, po czym zanurzył się alarmowo w ciągu 25 sekund na głębokość 10 metrów. W wyniku prób stwierdzono niski poziom pływalności (zaledwie 15,5%); podniesiona część dziobowa wprawdzie umożliwiała osiąganie dużych prędkości, lecz przy dużej fali nabierała sporo wody, co powodowało „nurkowanie” dziobu.

## Dane taktyczno-techniczne
„Mariotte” był średniej wielkości okrętem podwodnym o konstrukcji jednokadłubowej. Wyporność w położeniu nawodnym wynosiła 531 ton, a w zanurzeniu 627 ton. Długość całkowita wynosiła 64,75 metra (61,53 metra na linii wodnej), szerokość całkowita 4,3 metra (3,31 metra na linii wodnej) i zanurzenie 3,82 metra. Wysokość wolnej burty miała wielkość 2,47 metra na dziobie i 0,57 metra na rufie.
Kadłub charakteryzował się wysokim stosunkiem długości do szerokości wynoszącym 15:1 i podzielony był na dziewięć przedziałów wodoszczelnych. Wewnątrz zamontowano pięć małych zbiorników trymowo-balastowych i duży, umieszczony na śródokręciu centralny zbiornik balastowy; na zewnątrz kadłuba zainstalowano trzy dodatkowe. Łączna pojemność zbiorników wynosiła 70,3 m³. Wewnątrz stępki umieszczony był balast w postaci dwóch ołowianych obciążników, które można było odrzucić umieszczoną w centrali dowodzenia dźwignią.
Niewielki kiosk o wysokości 1,68 metra (od pokładu; wliczając wysokość wolnej burty miał wysokość 4,15 metra ponad linią wodną) wyposażony był w dwa peryskopy: dzienny typu C i nocny typu F oraz kompas magnetyczny Modèle 1905. Na pokładzie dziobowym na podnoszonej podczas nawodnego pływania platformie znajdował się drugi kompas magnetyczny, a w centrali zamontowany był kompas żyroskopowy Anschütz.
Okręt napędzany był na powierzchni przez dwa 6-cylindrowe, czterosuwowe silniki wysokoprężne Sautter-Harlé o mocy 515 kW (700 KM) każdy. Napęd podwodny zapewniały dwa silniki elektryczne Bréguet o mocy 368 kW (500 KM) każdy. Silniki elektryczne zasilane były pod wodą z dwóch baterii akumulatorów kwasowo-ołowiowych po 62 ogniwa.
Dwa wały napędzały dwie wykonane z brązu śruby o średnicy 1,72 metra i masie 445 kg każda. Prędkość maksymalna wynosiła 14,26 węzła na powierzchni i 11,66 węzła w zanurzeniu. Sterowanie odbywało się poprzez dwa rufowe stery kierunku (jeden pod kadłubem, drugi ponad) oraz dwie pary sterów głębokości, umieszczone na dziobie i rufie.
Zapas paliwa (którym był olej napędowy) wynosił 20,42 m³ (16,58 tony) . Zasięg wynosił 1658 Mm przy prędkości 10 węzłów w położeniu nawodnym (1200 Mm przy prędkości 12 węzłów lub 829 Mm przy prędkości 14 węzłów) oraz 143 Mm przy prędkości 5 węzłów pod wodą (57 Mm przy prędkości 8 węzłów lub 30 Mm przy prędkości 11 węzłów). Dopuszczalna głębokość zanurzenia wynosiła 35 metrów. Autonomiczność okrętu wynosiła 12 dób.
Okręt wyposażony był w sześć wyrzutni torped kalibru 450 mm: cztery wewnętrzne na dziobie oraz dwie zewnętrzne systemu Drzewieckiego, z łącznym zapasem 8 torped. Jednostka mogła przenosić torpedy Modèle 1909R o masie głowicy 114 kg i zasięgu 2000 metrów przy prędkości 33 węzłów (lub 3000 metrów przy prędkości 28 węzłów) lub Modèle 1911V o masie głowicy 110 kg i zasięgu 2000 metrów przy prędkości 36 węzłów.
Załoga okrętu składała się z 3 oficerów, 6 podoficerów i 23 marynarzy. Do dyspozycji dowódcy była kabina i salonik, oficerowie mieli dwie kabiny umieszczone pod centralą, przedział podoficerski z trzema kojami i tyloma hamakami mieścił się w części dziobowej, a marynarze mieli w części rufowej kubryk z 12 kojami i 7 hamakami (dawało to możliwość jednoczesnego odpoczynku przeważającej części załogi). Załoga miała do dyspozycji trzy toalety i dwa kambuzy.

## Służba

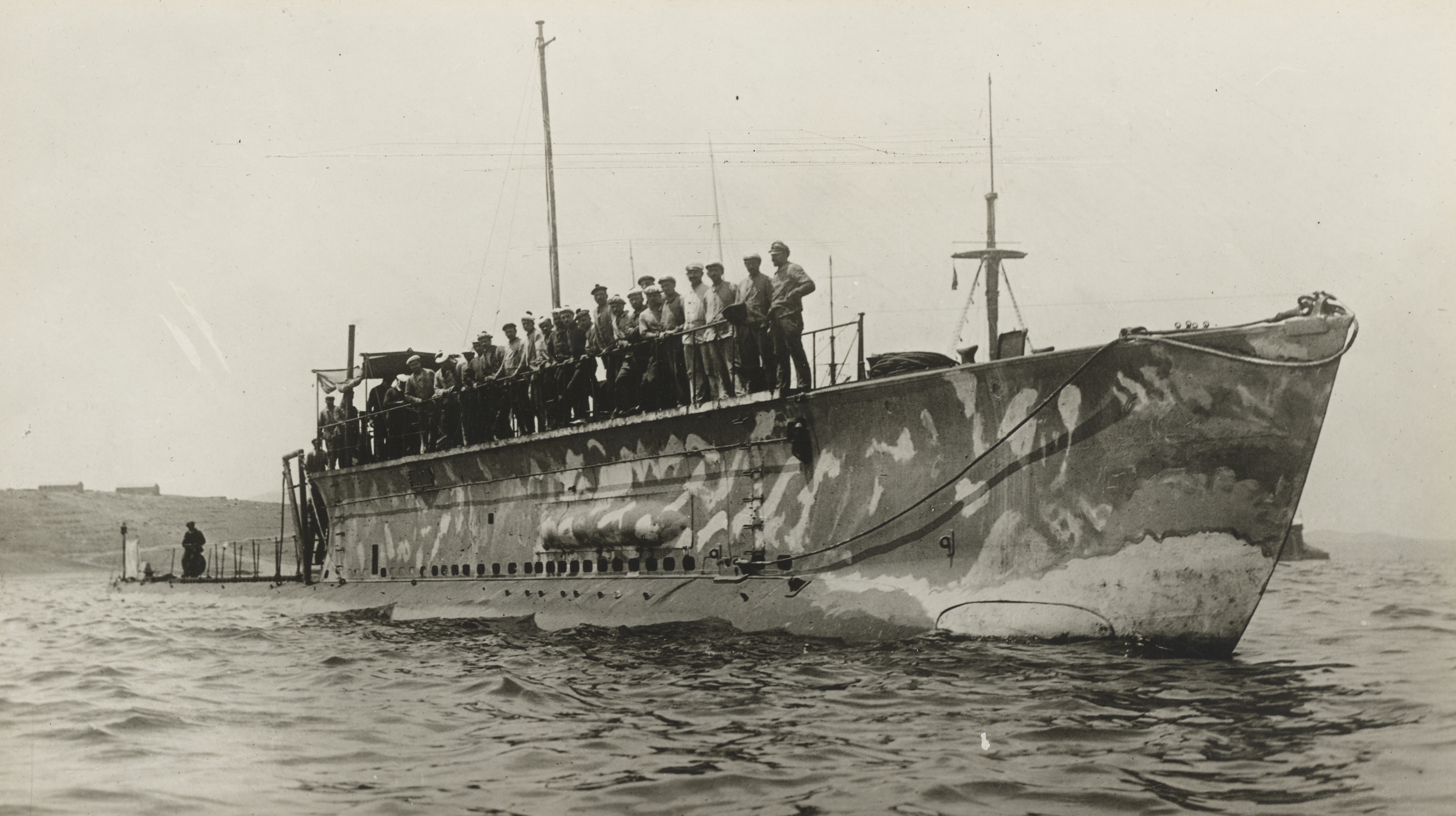
„Mariotte” w Mudros (1915)

„Mariotte” został wcielony do służby w Marine nationale 5 lutego 1913 roku. Jednostka otrzymała numer burtowy Q74. Jego pierwszym dowódcą został kpt. mar. (fr. lieutenant de vaisseau) André Math. Okręt początkowo pełnił służbę na wodach kanału La Manche, w 2. eskadrze Flotylli okrętów podwodnych w Calais. 1 października 1913 roku nowym dowódcą „Mariotte” został kpt. mar. Joseph Pierre Fabre.
W momencie wybuchu I wojny światowej w sierpniu 1914 roku okręt wchodził w skład 2. Flotylli okrętów podwodnych. Pod koniec 1914 roku jednostkę przeniesiono do Eskadry Śródziemnomorskiej. Z bazy w Tulonie „Mariotte” prowadził służbę patrolową u wybrzeży Prowansji.
Po rozpoczęciu przez aliantów kampanii dardanelskiej Francja zdecydowała o wysłaniu w rejon walk także okrętów podwodnych, które miały patrolować cieśniny tureckie i atakować osmańskie jednostki. W lipcu 1915 roku „Mariotte” został skierowany do greckiego portu Mudros. 25 lipca o godzinie 18:00 okręt eskortowany przez kontrtorpedowiec „Poignard” udał się w kierunku przylądka Helles, z zamiarem przedostania się na Morze Marmara w celu dołączenia do brytyjskiego HMS E14 . Jednostka dopłynęła do portu Seddülbahir, który po 2-godzinnym ładowaniu akumulatorów opuściła 26 lipca o godzinie 3:12, kierując się w głąb Dardaneli. Początkowo okręt poruszał się w pozycji półzanurzonej, o 4:00 zanurzył się na głębokość 8 metrów, a o 4:45 zszedł na 25 metrów, chcąc przepłynąć pod zagrodą minową postawioną w pobliżu Çanakkale. O godzinie 5:34 okręt zaczepił wałem napędowym o minlinę i wobec nieskutecznych prób uwolnienia się z opresji, dowódca wydał rozkaz awaryjnego wynurzenia. Wynurzający się okręt podwodny został zauważony przez załogę baterii Çanakkale, która otworzyła ogień z odległości 200 metrów. Załoga próbowała z powrotem zanurzyć okręt, jednak trwało to zbyt długo i „Mariotte” został wielokrotnie trafiony przez osmańskich artylerzystów. Kpt. Fabre rozkazał zastępcy zasygnalizowanie poddania się, a załodze uszkodzenia ważniejszych mechanizmów okrętowych i samozatopienie; sam zniszczył wszystkie dokumenty . Załoga w całości opuściła tonący okręt i została podjęta przez łodzie wysłane przez dowódcę baterii, trafiając do niewoli.
Wrak okrętu spoczywa na głębokości 5 metrów w pobliżu Çanakkale.